# Parafia św. Grzegorza Wielkiego w Warszawie
Parafia Świętego Grzegorza Wielkiego na Szczęśliwicach – parafia rzymskokatolicka należąca do dekanatu ochockiego, archidiecezji warszawskiej, metropolii warszawskiej Kościoła katolickiego, w Warszawie. Obsługiwana przez księży archidiecezjalnych.

## Historia
Parafia została erygowana w 2000 roku. 
Kościół parafialny to tymczasowa kaplica.